# Takilma, Oregon
Takilma là một cộng đồng chưa hợp nhất trong Quận Josephine thuộc tiểu bang Oregon, Hoa Kỳ, nằm ở phía nam Cave Junction. Nó nằm trên nhánh đông sông Illinois, khoảng 1 dặm Anh về phía đông nam của Waldo.

## Lịch sử
Theo sách Các địa danh Oregon, Takilma ban đầu được gọi là "Taklamah". Tên được đổi thành "Takilma" vào năm 1902 theo tên của bộ lạc Takelma sống trên sông Rogue. Bưu điện Takilma hoạt động từ năm 1902 cho đến năm 1967.